# Eva Fiebig
Eva Fiebig (* 21. Mai 1900 in Berlin; † 21. Oktober 1984 in Hamburg) war eine deutsche Schauspielerin, Hörspielsprecherin und Synchronsprecherin.

## Leben
Eva Emma Margarethe Fiebig wurde als Tochter des Ministerial-Kanzleirats Eduard Fiebig und seiner Gattin Anna, geb. Bolle, geboren. Sie begann im Alter von 14 Jahren ihre Ausbildung zur Schauspielerin und erhielt, ohne Wissen der Familie, Schauspielunterricht in Berlin bei Helene Thimig, deren einzige Privatschülerin sie war. Nach ihrer Abschlussprüfung am Lehrerinnenseminar erhielt sie zur Spielzeit 1918/19 ihr erstes Engagement als „jugendliche Komikerin“ an den Münchner Kammerspielen. Zur Spielzeit 1919/20 wurde sie von Albert Steinrück als Schauspielvolontärin für das Rollenfach der „Sentimentalen“ an das Nationaltheater München verpflichtet. Sie spielte dort u. a. die Klara in Maria Magdalena und die Eliza in Pygmalion. In der Spielzeit 1920/21 gehörte sie zum Ensemble des „Münchner Lustspielhauses“. Anschließend wurde sie von Max Reinhardt für die Rolle der Helena in Ein Sommernachtstraum nach Berlin engagiert und war in Berlin an den Reinhardt-Bühnen, u. a. am Deutschen Theater, zu sehen. Im August 1921 spielte sie am Theater in der Königgrätzer Straße die Schwester Melitta in der Erstaufführung von Hermann Sudermanns Schauspiel Notruf. In der Spielzeit 1921/22 war sie als Gast am Stadttheater Minden verpflichtet, wo sie im Oktober 1921 als Titelheldin in Judith von Friedrich Hebbel auftrat. Zur Spielzeit 1921/22 wurde sie an das „Intime Theater“ in Berlin engagiert. Aufgrund der Inflation in Deutschland nahm Fiebig für sie „reizvolle Angebote in valutastarke Länder“ an und gastierte drei Jahre mit deutschen Wanderbühnen in Rumänien (im deutschsprachigen Siebenbürgen), in Südamerika und in den Vereinigten Staaten. In New York trat sie, als „The German Tragedien“ angekündigt, unter anderem als Titelheldin in Fedora von Victorien Sardou (Frazee Theatre, 1924) und in Gier unter Ulmen von Eugene O’Neill am Broadway auf.
Nach ihrer Rückkehr nach Deutschland folgte ein Engagement am Lobe-Theater in Breslau (1925). Im September 1926 spielte sie bei der „Deutschen Volksbühne“ im Theater in der Kommandantenstraße an der Seite von Hans Leibelt die Rolle der Hélène in Melchior Lengyels Schauspiel Taifun.
Zur Spielzeit 1926/27 wurde sie, von der „Deutschen Volksbühne“ kommend, an die Wiener Kammerspiele verpflichtet, wo sie im November 1926 als Herzogin von Marlborough in Marcel Achards Schauspiel Marlborough zieht in den Krieg debütierte. Im Dezember 1926 wirkte sie an den Wiener Kammerspielen in der deutschsprachigen Erstaufführung der Komödie Der Familienhäuptling von John Galsworthy mit. Ab Januar 1927 war sie neben Paul Verhoeven (Petrell) als Desirée in Krankheit der Jugend (Regie: Franz Wenzler) zu sehen, wo sie „sehr fein alle Sehnsucht nach Erfüllung des Lebens, das Flirrende, Vergebliche, Selbstvergessene der Gestalt, ihren Kopfsprung in die Sexualität“ traf. Ab Februar 1927 spielte sie an der Seite von Heinz Leo Fischer die englische Sekretärin Elizabeth Brown in der Uraufführung der Posse Venus im Völkerbund von Rolf Lauckner. Im März 1927 war sie als „Verbrechermädel von rührseligem Kinotypus“ Partnerin von Hans Moser in der Detektivkomödie Nr. 17 von Jefferson Farjeon. Im April 1927 spielte sie an der Seite von Erika Gläßner in der Komödie Modellhaus Crevette von Leo Walther Stein. Ab Ende April 1927 stand sie in den Wiener Kammerspielen u. a. gemeinsam mit Peter Lorre und Heinz Leo Fischer in der Revue Alles verkehrt auf der Bühne. Im Juni 1927 übernahm sie, an der Seite von Maria Orska und Gustav Dießl, die Rolle der lesbischen Freundin Abel in der Komödie Kameraden von August Strindberg.
Nach ihrer Rückkehr aus Wien spielte sie 1928 am „Kleinen Theater“ in Berlin. Es folgte zur Spielzeit 1928/29 ein Engagement als „Salondame und Liebhaberin“ am Stadttheater Dortmund, wo sie im Oktober 1928 kurzfristig für ihre erkrankte Kollegin Lore Semmt die Rolle der Leonore in Die Verschwörung des Fiesco zu Genua übernahm. Sie trat am Stadttheater Dortmund außerdem als Adelhaid [sic!] in Die Journalisten von Gustav Freytag, als Agda Kjerulf in der Komödie Hokuspokus von Curt Goetz, als Königin im Weihnachtsstück Dornröschen und als Marion in Dantons Tod auf. Im November 1928 spielte sie am Burgwall-Theater Dortmund die „flotte“ frühere Sekretärin Olly Frey in der Komödie Arm wie eine Kirchenmaus von Ladislas Fodor. Im Juli 1929 gab sie in der Titelrolle des Kriminalstücks Der Prozeß der Mary Dugan von Bayard Veiller ihre Abschiedsvorstellung am Stadttheater Dortmund.
Anschließend war sie, wie bereits zuvor schon in Breslau und Dortmund, als „1. Salondame“ und „Liebhaberin“ am Nationaltheater Mannheim (1929–1931) engagiert. Ihre erste Hauptrolle am Nationaltheater Mannheim war im September 1929, an der Seite von Willy Birgel und Ida Ehre, die Titelrolle in der Gesellschaftskomödie Finden Sie, daß Constanze sich richtig verhält? von W. Somerset Maugham. Weitere Rollen Fiebigs in der Spielzeit 1929/30 waren die Imperiali in Die Verschwörung des Fiesco zu Genua, die böse Königin im Märchenspiel Schneewittchen von Hildegard Neuffer-Stavenhagen, die Olympia in Ferenc Molnárs gleichnamigen Theaterstück, die Berta von Bruneck in Wilhelm Tell und die Hetäre Phrynia in Timon von Athen.
Zur Eröffnung der Spielzeit 1930/31 trat sie am Nationaltheater Mannheim, an der Seite von Willy Birgel als Weislingen, als Adelheid von Walldorf in Götz von Berlichingen auf, erhielt für ihre Darstellung jedoch von der Lokalpresse eher kritische Bewertungen. Ab Dezember 1930 spielte sie mit „gütiger Bescheidenheit“ die „kluge“ Frau Stadtrat in der Erstaufführung der Komödie Sturm im Wasserglas von Bruno Frank. Im März 1931 übernahm sie die Rolle der Friederike in einer Neuinszenierung der Operette Der fidele Bauer. Im Mai 1931 folgte die „sprachlich wohltemperierte, am Schluß zu echter Tragik emporwachsende“ Circe in der Uraufführung des phantastischen Märchenspiels Ueber allem Zauber Liebe (nach Calderon) von Wilhelm von Scholz. Mit der Rolle der Circe, die sie „mit schönen sprachlichen Ausdruck und überlegener Führung“ darstellte, gab Fiebig Ende Juni 1931 auch ihrer Mannheimer Abschiedsvorstellung.
Ab der Spielzeit 1931/32 war sie bis 1935 am Stadttheater Bremen [ab 1933 Staatstheater Bremen] verpflichtet, wo sie auch als Regisseurin für Lustspiele hervortrat. Im März 1933 spielte sie am Stadttheater Bremen die Titelrolle in der Uraufführung des Schauspiels Berenize (nach Racine) von Rudolf Alexander Schröder. Im Oktober 1934 übernahm sie am Staatstheater Bremen die Titelrolle in der Uraufführung des Lustspiels Annemarie gewinnt das Freie von Heinrich Lilienfein.
Im März 1935 gastierte sie „auf Anstellung“ als Lady Milford in Kabale und Liebe am Badischen Staatstheater Karlsruhe und wurde anschließend zur Spielzeit 1935/36 als „schwere Heldin“ und für Charakterrollen an das Badische Staatstheater Karlsruhe engagiert. Sie debütierte dort im September 1935 als Isabella in dem Lustspiel Pantalon und seine Söhne von Paul Ernst bei den Freilicht-Vorstellungen im Karlsruher Schlossgarten. Fiebigs weitere Rollen in der Spielzeit 1935/36 waren u. a. die Herzogin von Marlborough in Ein Glas Wasser, Elisabeth I. in Rebell in England von Hans Schwarz und die böse Stiefmutter im Weihnachtsstück Schneewittchen von Ulrich von der Trenck. Im Januar 1936 spielte sie die Königin Luise von Preußen in der Uraufführung des Schauspiels Verrat in Tilsit von Walther Gottfried Klucke. Ab Februar 1936 spielte sie, alternierend mit Elfriede Paust, die Titelrolle in Minna von Barnhelm. Im Februar 1936 übernahm sie die Rolle der Anna von Österreich in der Erstaufführung des Schauspiels Richelieu von Paul Joseph Cremers. Ab April 1936 war Fiebig in einer Neuinszenierung des Faust als Hexe besetzt, die sie als „große Verführerin“ spielte. In der Spielzeit 1936/37 übernahm sie, jeweils in Neuinszenierungen, die Titelrolle in Iphigenie auf Tauris, die Gräfin Orsina in Emilia Galotti und die Königin Elisabeth in Maria Stuart. Im Juni 1937 gab Fiebig mit der Elisabeth in Maria Stuart ihre Abschiedsvorstellung am Badischen Staatstheater Karlsruhe. Während ihres Engagements am Badischen Staatstheater Karlsruhe, wo sie auch die Theaterakademie des Staatstheaters leitete, wurde sie zur Staatsschauspielerin ernannt.
Zur Spielzeit 1937/38 wechselte Eva Fiebig an das Stadttheater Breslau. Im Januar 1938 spielte sie dort die Hauptrolle der Marta in dem Schauspiel In der Felswand (In Parete) des 1936 mit dem Staatspreis der „Königlichen Akademie von Italien“ (italienisch: Reale Accademia d'Italia) ausgezeichneten italienischen Dichters Goffredo Ginocchio.
Zur Spielzeit 1939/40 folgte ein Engagement als „Heldin und Charakterdarstellerin“ an das Schauspielhaus Hamburg (1939–1942). Sie spielte dort u. a. die Magd Maruschka in dem bäuerlichen Drama Der Gigant von Richard Billinger, die Margarethe von Parma in Egmont, die Margarete von Tirol in Josef Wenters Schauspiel Der Kanzler von Tirol, die Gräfin Blücher in der Uraufführung der Komödie Aufruhr im Damenstift von Axel Breidahl, die Marthe Rull in Der zerbrochne Krug und die Margaretha in König Ottokars Glück und Ende.
Ab der Spielzeit 1941/42 war sie bis zur kriegsbedingten Schließung aller Theater für das Fach der „schweren Heldin“ wieder am Stadttheater Dortmund engagiert. Sie debütierte dort unter der Regie von Adolf Rott als Titelheldin in Sappho von Franz Grillparzer. Anschließend folgte ihre „glänzend charakterisierende“ Äbtissin in der Komödie Aufruhr im Damenstift, mit der Fiebig „nach der Sappho eine zweite Gestalt von großem Format“ schuf. Anfang 1943 spielte sie am Theater Dortmund die Haslocherin in dem ländlichen Lustspiel Die drei Blindgänger von Maximilian Vitus.
Nach dem Zweiten Weltkrieg stand sie ab 1945 zunächst in München und Baden-Baden auf der Theaterbühne. Im Juli 1946 wirkte sie bei einer Gerhart-Hauptmann-Gedenkfeier in Baden-Baden mit. Im August 1946 spielte sie, unter der Regie von Arthur Maria Rabenalt, am Kleinen Theater in Baden-Baden die Frau John in Gerhart Hauptmanns Tragikomödie Die Ratten. Im März 1947 spielte am Stadttheater Baden-Baden die Tante Ottilie in der Erstaufführung der Komödie Ingeborg von Curt Goetz.
Zur Spielzeit 1947/48 ging sie erneut an das Schauspielhaus Hamburg, wo sie anschließend bis 1950 engagiert blieb. Ab 1950 war sie festes Ensemblemitglied an den Hamburger Kammerspielen. In der Spielzeit 1959/60 trat sie, unter der Regie von Ida Ehre, in einer Produktion des Theaters am Kurfürstendamm an der Freien Volksbühne Berlin im Schauspiel Antigone von Jean Anouilh als Amme an der Seite von Hertha Martin in der Titelrolle auf. In der Spielzeit 1964/65 trat sie auch am Theater im Zimmer in Hamburg auf. In der Spielzeit 1971/72 war sie auch am Jungen Theater in Hamburg verpflichtet. In der Spielzeit 1973/74 war sie auch am Ernst-Deutsch-Theater engagiert.
Ab 1939 unterrichtete sie bis ihrer Schließung im Jahre 1950 als Lehrkraft an der Staatlichen Schauspielschule des Deutschen Schauspielhauses in Hamburg. Fiebig war lange Jahre Leiterin des von ihr gegründeten und im Oktober 1951 eröffneten „Schauspielseminars Eva Fiebig“ in den Hamburger Kammerspielen. Zu ihren Schülerinnen gehörten unter anderem Margot Trooger, Monica Bleibtreu, Gisela Wessel und Renate Pichler.
In den 50er und 60er Jahren wirkte sie in mehreren Fernsehfilmen und Fernsehspielen mit. Fiebig war an über 30 Film- und TV-Produktionen beteiligt. In einer TV-Inszenierung des Theaterstücks Rose Bernd (1962) spielte sie die Rolle der „alten Golischen“, die Frau des Arbeiters Golisch. In dem Fernsehfilm Radetzkymarsch (1965) verkörperte sie die Rolle der Hausdame und Wirtschafterin Fräulein Hirschwitz. In dem Märchenfilm Hänsel und Gretel (1971) übernahm sie die Rolle der Hexe.
Fiebig arbeitete intensiv als Hörspielsprecherin. Sie wirkte insbesondere in zahlreichen Märchenhörspielen mit, die unter anderem bei den Schallplattenlabeln Polydor und Europa veröffentlicht wurden.
1958 wirkte sie beim Norddeutschen Rundfunk in dem Hörspiel Verwehte Spuren von Hans Rothe in der Rolle der Madame Boulard mit.
Zudem war sie als Synchronsprecherin tätig. Fiebig sprach in den 1950er Jahren zahlreiche Rollen in Synchronfassungen britischer Filme der 1940er und 1950er Jahre. Sie lieh ihre Stimme unter anderem Marie Burke (als Mama Sopranelli) in So etwas lieben die Frauen (1955), Athene Seyler (als Miss Abigail) in Gefährliches Erbe (1957) und Dame Wendy Hiller (als Alice More) in Ein Mann zu jeder Jahreszeit (1967).
Fiebig war die Mutter des Filmkomponisten Peter Sandloff, der ihrer ersten Ehe entstammte, und die ältere Schwester des Komponisten und Kirchenmusikers Kurt Fiebig sowie der Schriftstellerin Irma Brandes. In zweiter Ehe war Fiebig mit dem italienischen Schriftsteller und Dichter Goffredo Ginocchio (* 1899 in Venedig; † vor 1961) verheiratet.

## Filmografie (Auswahl)
- 1952: Toxi
- 1953: Komm zurück…
- 1953: Im Banne der Guarneri (Fernsehfilm)
- 1954: Eine Liebesgeschichte
- 1956: Der Hauptmann von Köpenick
- 1957: Mr. Gillie (Fernsehfilm)
- 1962: Verrat auf Befehl (Originaltitel: The Counterfeit Traitor)
- 1962: Rose Bernd (Fernsehfilm)
- 1962: Die Besessenen (Fernsehfilm)
- 1963: Durchbruch Lok 234
- 1964: Das Kriminalgericht – Der Fall Nebe (Fernsehserie, eine Folge)
- 1964: Hafenpolizei – Der Feuerteufel (Fernsehserie, eine Folge)
- 1965: Radetzkymarsch (Fernsehfilm)
- 1966: Hafenpolizei – Die neue Spur (Fernsehserie, eine Folge)
- 1966: Zwei wie wir … und die Eltern wissen von nichts
- 1967: Gertrud Stranitzki – Die Rivalin (Fernsehserie, eine Folge)
- 1968: Polizeifunk ruft – Die große Chance (Fernsehserie, eine Folge)
- 1969: Ende der Durchsage (Fernsehfilm)
- 1969: Die Erben des tollen Bomberg (Fernsehfilm)
- 1970: Miss Molly Mill – Waschechte Holbeins (Fernsehserie, eine Folge)
- 1971: Gestern gelesen – Petit Point (Fernsehserie, eine Folge)
- 1971: Frei nach Mark Twain – Die gute, gute Landluft (Fernsehserie, eine Folge)
- 1971: Percy Stuart – Der Bohrer (Fernsehserie, eine Folge)
- 1971: Hänsel und Gretel
- 1974: Der Lord von Barmbeck
- 1977: Peter Voss, der Millionendieb (Fernsehserie, eine Folge)
- 1978: Moritz, lieber Moritz
- 1981: Spaß beiseite – Herbert kommt (Fernsehserie, eine Folge)

## Hörspiele (Auswahl)
- 1954: Alexander Sternberg: Das Gericht zieht sich zur Beratung zurück (Folge: Im Affekt) (1. Zeugin) – Regie: Gerd Fricke (Hörspiel – NWDR Hamburg)
- 1954: Dylan Thomas: Unter dem Milchwald (Mrs. Pugh) – Regie: Fritz Schröder-Jahn (Original-Hörspiel – NWDR Hamburg)
- 1958: Günter Eich: Festianus, Märtyrer (Faustina, Mutter) – Regie: Gustav Burmester (Original-Hörspiel – NDR)
- 1959: Fritz Puhl: Abenteuer der Zukunft .... (3. Teil: Die tote Sängerin) (Annina) – Regie: S. O. Wagner (Originalhörspiel, Science-Fiction-Hörspiel – NDR)
- 1969: Norbert Buqué: Vier schwarze Seelen – Regie: Günter Siebert (Kriminalhörspiel – RB)